# Ciberpsicoterapia
La ciberpsicoterapia es un nuevo modelo de intervención psicológica que alcanza sus objetivos terapéuticos sirviéndose de los modernos canales de comunicación que ofrece internet. Entre sus características principales destacan las siguientes:
- a) El ordenador se convierte en una consulta.
- b) Mayor discreción y mayor desinhibición.
- c) Facilita una relación cómoda y cercana.

## La entrevista
Las sesiones entre el psicólogo y su cliente se realizan desde un ordenador conectado a internet, utilizándolo como un completo artefacto de comunicación e interacción. Este hecho es el que marca verdaderamente la diferencia con respecto al modelo tradicional. La ciberpsicoterapia evita los incómodos desplazamientos hasta la consulta por parte del cliente, sobre todo para personas que requieren viajar hasta la ciudad más cercana para mantener este diálogo psicoterapéutico. Los canales de comunicación se eligen en función de la comodidad, privacidad o según los objetivos de la terapia, siendo los más comunes, el correo electrónico, el chat y la videoconferencia.

## Principio, desarrollo y trayectoria de la ciberpsicoterapia
En las sociedades tribales las explicaciones sobre la naturaleza y la vida estaban dominadas por metáforas sobrenaturales, místicas y míticas. El hombre estaba mágicamente ligado a la naturaleza no existiendo límites precisos con ella. Mantenían la creencia de la existencia de un alma diferente al cuerpo, y la enfermedad era fruto de posesión, robo o abandono de esa alma, consistiendo la curación en rituales grupales de exorcismo o búsqueda de esa alma.
El origen de la psicoterapia contemporánea puede remontarse a Grecia y el mundo antiguo, con el surgimiento del pensamiento racional y la tradición filosófica y médica. En Platón encontramos las ideas antecedentes de Freud y la concepción de curación por la palabra. Los filósofos enseñaban en lugares destinados al saber, y la adopción de una doctrina filosófica implicaba una forma de pensar y de vivir. Se fomentaban métodos para que la parte racional del ser humano, que hace posible la convivencia, predominase sobre la parte pasional. La escuela estoica recomendaba ejercicios escritos y verbales para controlar todas aquellas pasiones desestabilizadoras.
Se produce en esta época un cambio en la clasificación de las enfermedades y de la conducta anormal. Hipócrates en el s. IV a. C. sistematizó los conocimientos de diferentes fuentes y localizó las enfermedades sobre la base de estados internos del organismo. Postuló la existencia de cuatro humores en consonancia con los principios de la naturaleza (fuego, aire, tierra y agua) asociados a sus cualidades básicas (calor, frío, sequedad, humedad). Así, la sangre perteneciente al corazón determinaría un temperamento sanguíneo; la flema perteneciente al cerebro, un temperamento flemático; la bilis amarilla perteneciente al bazo, un temperamento melancólico. La salud vendría determinada por el equilibrio existente entre estos cuatro humores (crasis) y la enfermedad por el desequilibrio (discrasis).
Galeno de Pérgamo (128-200 d. C.) sintetizó toda la medicina antigua, y sus enseñanzas determinaron la práctica médica hasta la Edad Moderna (siglo XVII). Realizó la distinción entre cosas naturales (enfermedad, síntomas) y no naturales (aire, ambiente, comida...). La enfermedad es una disposición prenatural del cuerpo en el que están alteradas las funciones vitales. La curación viene dada alterando las cosas naturales.
En la Edad Media, para la Iglesia, la enfermedad mental era fruto del diablo. Siguiendo las interpretaciones de los textos bíblicos, el hombre es en su intimidad imagen pura de Dios, entonces él no puede pecar, por ello y según la interpretación de los textos de San Pablo, no es el hombre quién obró mal sino el pecado que habitó en él. Es San Agustín quién expone un proceso de cambio personal a través de la confesión estableciendo procedimientos estructurados para implantar las virtudes cristianas, sus ejercicios espirituales. Todo esto son antecedentes de las técnicas hoy desarrolladas como técnicas de auto observación, detención del pensamiento, construcción de jerarquías, pensamientos alternativos, etc.
En el Renacimiento empieza a haber un desacuerdo en cuanto a que la enfermedad mental sea fruto de las posesiones, no obstante, las transformaciones sociales provocan que estos enfermos sigan siendo maltratados y perseguidos (caza de brujas) a modo de chivo expiatorio. Se avanza en una nueva progresiva humanización de la psicoterapia. En 1789 Pinel en Francia instaura el tratamiento moral con recomendaciones más humanitarias que terapéuticas como, ambientes placenteros, compañías agradables, contacto con la naturaleza, consuelo del enfermo etc., habiendo William Cullen en 1769 acuñado el término neurosis, uno de los más influyentes en la psiquiatría y psicología de los siglos posteriores.
Van Helmont (1577-1644) influido por Paracelso postula la existencia de un líquido al que la voluntad podía guiar para influir en la mente y en el cuerpo al que llamó magnetismo animal. Mesmer (1734-1815) intentó integrar las modas del momento, la electricidad, el magnetismo y la astronomía. El equilibrio del fluido físico alterado en la enfermedad podía ser restaurado mediante imanes. Posteriormente abandonaría el imán y sería su propio fluido corporal el que lo consiguiera. Sus seguidores se dividieron en fluidistas (el poder curativo está en los fluidos) y en animistas (el poder curativo está en creer y en querer). Empezó a trabajarse en esta última línea, apareciendo el interés por los fenómenos de sugestión e hipnóticos. Puysegur es el primero en describir la primera amnesia posthipnótica. Braid acuñó el término hipnosis y atribuía la curación a la disposición mental y fisiológica del sujeto.
Las escuelas en las que se estudió la hipnosis más en profundidad fueron la Escuela de Nancy y la de La Salpetriere, ambas rivales, y por las que pasó Sigmund Freud.
La escuela de Nancy. Liébault (1823-1904) hipnotizaba a sus pacientes mirándoles a los ojos. Bernheim (1840-1919) investigó la hipnosis, considerándola producto de la sugestión (actitud para transformar una idea en acto). Pero poco a poco prescindió de la hipnosis alcanzando los mismos resultados mediante la sugestión en vigilia. Esta escuela denominó psicoterapia a este modo de trabajar.
La escuela de La Salpetriere. Jean-Martin Charcot, neurólogo, determina que la histeria tiene una base neurológica, pudiendo reproducir los síntomas con hipnosis, pero no curarlas ya que la hipnosis solo reactivaba el daño neurológico. Describe como la hipnosis se presenta en tres etapas en las pacientes histéricas: letargia, catalepsia, sonambulismo. Sostenía que la susceptibilidad hipnótica era un signo de degeneración neurológica. Janet realiza en 1886 la primera cura catártica en la historia, el caso de Lucile.
En 1889 Alfred Binet publica un trabajo sobre hipnosis e histeria, William James en 1890, publica Principios de Psicología y en 1891 Freud su monografía sobre la afasia. En 1893 Freud y Bleuler publican Sobre el mecanismo psíquico de fenómenos histéricos. A finales del siglo XIX, el término psicoterapia se usa para referirse al tratamiento por sugestión.
Freud (1856-1939) con sólida formación neurológica, se interesa por la histeria escribiendo en 1892 su primera publicación sobre el tema, sugiriendo que los síntomas se producen por una incapacidad de inhibir la representación contraria a una acción deseada con lo que se produce un conflicto entre ambas. La sugestión hipnótica, siguiendo la escuela de Nancy, reforzaría el deseo o la voluntad consciente.
Breuer describe el método catártico a partir del cual Freud desarrollaría su teoría psicoanalítica. Es descrito en Estudios sobre la histeria (1895), el caso de Ana O. donde describe la curación por la conversación o "limpieza de chimenea", y la posterior utilización de la hipnosis para ayudar a revivir el pasado. Mediante el método catártico se ayuda a la paciente a revivir y descargar las emociones patógenas vinculadas con los recuerdos traumáticos, utilizando la hipnosis para revivir con más intensidad, y abordar la supuesta causa. En la sugestión hipnótica se aborda el síntoma directamente, el paciente ha de cumplir una orden. Freud practicando el método catártico describe la transferencia y la resistencia, lo que le llevó a desarrollar el método de la Asociación libre. También se valía del apremio, consistente en poner la mano en la frente de la paciente invitándola a recordar un hecho. Suponía que la fuerza de la resistencia era igual a la represión Posteriormente abandonaría ese método.
El desarrollo de la psicoterapia se desligó del resto de la Psicología. Wilhelm Wundt se negaba a que se buscasen aplicaciones prácticas a la psicología hasta que no se encontrase una mayor fundamentación. No pensaban así los funcionalistas y pragmáticos americanos que terminaron por separar Psicología científica (Universidad) y Psicología aplicada. Freud tampoco quiso entrar en la comunidad de psicólogos orientados a la experimentación y la medida, aunque el psicoanálisis tuviera una gran acogida por los psiquiatras.
La Primera Guerra Mundial potenció el desarrollo del psicoanálisis y de diferentes técnicas y tras el descontento con el enfoque psicométrico se desarrollaron técnicas proyectivas basadas en un enfoque dinámico de la personalidad. En esta época aparecen las primeras teorías americanas sobre la personalidad (Allen, Allport, Murray, Rogers, Stagner). En la década de los cuarenta se intenta desde la Universidad de Yale una aproximación entre psicología científica y psicoanálisis de la mano de psicólogos neoconductistas inspirados por Hull (Dollar, Miller, Mowrer, Spence, etc).
Tras la Segunda Guerra Mundial se conceptualiza, en USA, al clínico como científico-practicante, inspirando los programas de las facultades universitarias. Los psicólogos clínicos debían recibir formación en tres áreas: diagnóstico, investigación y terapia (1949). Los psiquiatras en la Conferencia de Boulder en respuesta a esto se apresuran a definir la psicoterapia como un tratamiento médico, exclusivo de los psiquiatras. Los psicólogos al tratar de defender su estatus promueven aún más el carácter científico de la psicología eliminando el psicoanálisis de los planes de estudio, por no cumplir los requisitos de psicología científica. Al mismo tiempo empiezan a desarrollarse alternativas al psicoanálisis, como la de Rogers que inicia la Investigación Científica del Proceso Terapéutico, grabando entrevistas para su posterior estudio.
El conductismo surge como alternativa, de forma paralela, al psicoanálisis. Skinner, en Ciencia y conducta humana (1953), reinterpreta la teoría psicoanalítica en términos de castigo y refuerzo. Wolpe (1958) desarrolla la psicoterapia por inhibición recíproca. La terapia de conducta se consolida en la década de los sesenta y setenta, ofreciendo soluciones prácticas y rápidas a los problemas, coincidiendo con un cambio social.
Surgen otros enfoques en contra del determinismo del psicoanálisis y la terapia de conducta. La psicología humanista, nace como un movimiento filosófico y social, autores como Buhler, Maslow, May, Murphy, Rogers, etc., desarrollan técnicas promotoras de la autorrealización. Esta denominada tercera fuerza por Maslow, es más que nada una filosofía, que ha aportado un conjunto de prácticas y técnicas con pobre base teórica, y que han promovido el trabajo grupal llevándolo a grupos sanos.
También en los años cincuenta y a partir del estudio de la comunicación en esquizofrénicos se empieza a conceptualizar el modelo sistémico, fruto de la teoría general de sistemas, la cibernética, y la terapia familiar, que conceptualiza a la familia como un sistema abierto, donde el problema está determinado por la estructura y el funcionamiento cibernético de ese sistema.
En los años sesenta se desarrollan los modelos cognitivos como movimiento autónomo, promovidos por Ellis, Beck, Mahoney, Meichembaum, etc. Estos modelos estaban desligados de la psicología cognitiva básica, pero en la actualidad desde estos modelos se está abriendo un acercamiento entre la psicología científica y la psicología aplicada.
En la actualidad y dentro de multidisciplinariedad en la que se halla la psicoterapia, Corsini identifica 241 psicoterapias (entre las que hay 13 corrientes y 66 innovadoras). Los autores sitúan la cifra entre 250-300 modelos psicoterapéuticos. Para Mahoney (1991), en estas últimas décadas: el eclecticismo es la tendencia dominante; el psicoanálisis y los modelos psicodinámicos tras haber decaído en los setenta se han ido recuperando en los ochenta con los estudios del self; los modelos cognitivos van aumentando situándose a la par con los conductuales; hay una consolidación de la psicoterapia humanista; una evolución de la corriente sistémica pero moderada; y permanece de forma moderada y estable el conductismo.
En el año 2001 la Universidad de Chicago emprendió un estudio para comparar los resultados obtenidos mediante una terapia a través de Internet. Se trabajó en problemas psicológicos como la agorafobia, la fobia social, la ansiedad y la depresión.

## Terapias de conducta de tercera generación
Las ‘terapias de conducta de tercera generación’ es una designación, y también un eslogan, establecido por Steven Hayes, el autor de una de ellas, en una artículo de 2004 (Hayes, 2004). Una reexposición de esta ‘nueva ola’, como también se dice, se encuentra en Pérez Álvarez (2006), formando parte de un monográfico que la revista eduPsykhé, en su volumen 5, número 2, ha dedicado a estos “últimos desarrollos de la terapia de conducta”. [La revista Psicología Conductual en su volumen 14, número 3, de 2006 también ha dedicado un monográfico a las “nuevas terapias en el inicio del siglo XXI”]. Se trata de una serie de terapias que surgen en la década de 1990 y emergen como toda una nueva generación ahora en la primera década del siglo XXI. Probablemente, las tres terapias de estas hasta ahora más conocidas sean la Terapia de Aceptación y Compromiso, ‘ACT’, cuyo autor de referencia es el citado S. Hayes, la Psicoterapia Analítica Funcional, cuyos autores de referencia son Robert Kohlenberg y Mavis Tsai, y la Terapia de Conducta Dialéctica, cuya autora de referencia es Marsha Linehan. Las dos primeras fueron presentadas en español en 1996 como “psicoterapias desde el punto de vista conductista” (Pérez Álvarez, 1996a), cuando la ACT aún no tenía acuñado su nombre definitivo,
denominándose entonces ‘terapia contextual’. Las tres fueron incluidas como ejemplos de “enfoque contextual de
la terapia de conducta” en el texto Tratamientos psicológicos (Pérez Álvarez, 1996b, pp. 734-766). Otras terapias pioneras de la tercera generación son la Terapia Conductual Integrada de Pareja y la terapia de activación conductual. Otras terapias incluibles son la Terapia cognitiva con base en Mindfulness (J. Kabat-Zinn; Z. W. Segal, J. M. G. Williams y J. Teasdale) y la Terapia Cognitiva con base en la persona para las Psicosis de Paul Chadwick. Si bien la primera de estas dos ya es usual en la lista de las terapias de tercera generación, la segunda (desarrollada por Chadwick),con énfasis en la persona, bien merece ser incluida en esta serie, a pesar de que quizá todavía no haya sido ‘bendecida’ por los diseñadores de la tercera generación.